# Mariusz Marcyniak
Mariusz Marcyniak (ur. 5 marca 1992) – polski siatkarz, grający na pozycji środkowego. Pierwsze siatkarskie kroki stawiał w klubie UKS Tempo Chełm.
Od 13 lutego 2024 roku pełni funkcję dyrektora sportowego klubu CHKS Arka Chełm.

## Sukcesy klubowe
Puchar Polski:
- 2016

Plusliga:
- 2017
- 2016

I liga:
- 2025[3]
- 2021, 2022[4]